# Fettspaltung
Fettspaltung ist eine Zerlegung von Triglyceriden natürlicher Fette und fetter Öle zu Glycerin und Fettsäuren, also eine chemische Reaktion (Hydrolyse).

## Unerwünschte Fettspaltung bei der Lagerung von Fetten und fetten Ölen
Bei Fetten und fetten Ölen, die zur menschlichen Ernährung bestimmt sind, ist die Bildung von freien Fettsäuren bei längerer Lagerung eine unerwünschte Umwandlung, die unter Qualitätsminderung des Fetts bzw. Öls verläuft. Die Säurezahl (SZ) ist eine chemische Größe zur Charakterisierung von derartigen sauren Bestandteilen in Fetten oder Ölen.

## Technische Verfahren
Es gibt mehrere verschiedene Verfahren zur technischen Herstellung von Glycerin und Fettsäuren aus Fetten und fetten Ölen.

### Reaktivspaltung
Beim Kochen des Fetts mit Wasser in Gegenwart von 1 %  Schwefelsäure  und Twitchell-Reaktiv setzt sich die gebildete Fettsäure über dem Glycerinwasser ab. Die Fettsäureausbeute dieses besonders schonenden Verfahrens beträgt 85 bis 90 %. Eine Aufreinigung der Fettsäure-Phase erfolgt durch Waschen mit Wasser.

### Druckspaltung (Autoklavenspaltung)
Das Fett wird  in einer kontinuierlichen Hochdruckspaltung mit Wasser bei ca. 220 bis 260 °C und 20 bis 30 at Druck im Gleichstrom oder im Gegenstrom umgesetzt. Bei Zusatz von Katalysatoren (Zinkoxid, Calciumoxid oder Magnesiumoxid) kann die Hydrolyse bei milderen Reaktionsbedingungen (> 110 °C und 5 bis 10 at) durchgeführt werden.

### Säurespaltung
Man behandelt das Fett bei ca. 110 °C mit 4 bis 12 % konzentrierter Schwefelsäure. Dabei laufen störende Nebenreaktionen (Sulfonierung, Verkohlung, Zersetzung von Glycerin zu Acrolein) ab, die erhaltenen Fettsäuren sind dunkel gefärbt und müssen vor der weiteren Nutzung mit Bleicherde gereinigt werden.